# Championnat de Lituanie de football 2002
Navigation
Saison précédente Saison suivante
La saison 2002 du Championnat de Lituanie de football était la 13e édition de la première division lituanienne. Les neuf meilleurs clubs du pays sont regroupés en une poule unique où chaque équipe rencontre quatre fois ses adversaires, deux fois à domicile et deux fois à l'extérieur.
Le FBK Kaunas, triple champion en titre, termine en tête du championnat cette saison. C'est le 4e titre de champion de Lituanie de son histoire. Le FBK Kaunas réussit même le doublé Coupe-championnat en battant en finale de la Coupe de Lituanie le FK Sūduva Marijampolė.

## Les 9 clubs participants
| - FK Zalgiris Vilnius - FK Ekranas Panevezys - FBK Kaunas - FK Sūduva Marijampolė - Promu de D2 - FK Inkaras Kaunas | - Atlantas Klaipeda - Nevezis Kedainiai - FK Siauliai - Gelezinis Vilkas Vilnius |

## Compétition
Le barème de points servant à établir le classement se décompose ainsi :
- Victoire : 3 points
- Match nul : 1 point
- Défaite : 0 point

### Classement
| Rang | Équipe                    | Pts | J  | G  | N  | P  | Bp | Bc | Diff |
| ---- | ------------------------- | --- | -- | -- | -- | -- | -- | -- | ---- |
| 1.   | FBK Kaunas (T)            | 78  | 32 | 24 | 6  | 2  | 85 | 20 | +65  |
| 2.   | Atlantas Klaipeda         | 67  | 32 | 20 | 7  | 5  | 58 | 23 | +35  |
| 3.   | FK Ekranas Panevezys      | 55  | 32 | 16 | 7  | 9  | 43 | 25 | +18  |
| 4.   | FK Zalgiris Vilnius       | 47  | 32 | 12 | 11 | 9  | 46 | 37 | +9   |
| 5.   | FK Inkaras Kaunas         | 46  | 32 | 13 | 7  | 12 | 34 | 29 | +5   |
| 6.   | FK Sūduva Marijampolė (P) | 41  | 32 | 11 | 8  | 13 | 44 | 50 | -6   |
| 7.   | FK Siauliai               | 34  | 32 | 8  | 10 | 14 | 30 | 56 | -26  |
| 8.   | Gelezinis Vilkas Vilnius  | 18  | 32 | 4  | 6  | 22 | 26 | 75 | -49  |
| 9.   | Nevezis Kedainiai         | 12  | 32 | 2  | 6  | 24 | 19 | 70 | -51  |

|  | Qualifié pour la Ligue des champions 2003-2004   |
|  | Qualifié pour la Coupe UEFA 2003-2004            |
|  | Qualifié pour la Coupe Intertoto 2003            |
|  | Participation au barrage de promotion-relégation |
|  | Relégation en deuxième division                  |

### Matchs

#### Barrage de promotion-relégation
Le 8e de première division joue sa place en élite face au 2e de deuxième division lors de matchs disputés en aller et retour. 
| Équipe 1               | Résultat | Équipe 2                      | Aller | Retour |
| ---------------------- | -------- | ----------------------------- | ----- | ------ |
| FK Sviesa Vilnius (D2) | 2 - 2    | Gelezinis Vilkas Vilnius (D1) | 1 - 0 | 1 - 2  |

- Le FK Sviesa Vilnius est promu en A-Lyga, tandis que Gelezinis Vilkas Vilnius est rétrogradé en deuxième division.

## Bilan de la saison
| Tableau d'Honneur                   |            |
| Compétition                         | Vainqueur  |
| Championnat de Lituanie de football | FBK Kaunas |
| Coupe de Lituanie de football       | FBK Kaunas |

| Qualifications européennes    |                                           |
| Ligue des champions 2003-2004 | Qualifié                                  |
| 1er tour                      | FBK Kaunas                                |
| Coupe UEFA 2003-2004          | Qualifiés                                 |
| 1er tour                      | FK Ekranas Panevezys FK Atlantas Klaipeda |
| Coupe Intertoto 2003          | Qualifié                                  |
| 1er tour                      | FK Zalgiris Vilnius                       |

| Promotion et relégation |                                            |
| Relégué en II Lyga      | Gelezinis Vilkas Vilnius Nevezis Kedainiai |
| Promus en A Lyga        | Sviesa Vilnius FK Vetra Rudiskes           |